# Otto Klemperer
Otto Klemperer (ur. 14 maja 1885 we Wrocławiu, zm. 6 lipca 1973 w Zurychu) – niemiecki dyrygent.

## Życiorys
Był synem drobnego handlowca. Jego kuzynem był lekarz Georg Klemperer. Podstawy edukacji muzycznej otrzymał od matki, później uczył się w Konserwatorium Hocha we Frankfurcie nad Menem u Jamesa Kwasta (fortepian) i Iwana Knorra (teoria). Następnie studiował kompozycję i dyrygenturę u Hansa Pfitznera w Berlinie. Zadebiutował jako dyrygent w 1906 roku, prowadząc wykonanie Orfeusza w piekle w reżyserii Maxa Reinhardta. W 1905 roku poznał Gustava Mahlera, który wywarł wielki wpływ na jego drogę artystyczną. W 1907 roku z polecenia Mahlera został chórmistrzem, a następnie dyrygentem Deutsches Landestheater w Pradze. Pomagał kompozytorowi w przygotowaniu monachijskiej premiery jego VIII Symfonii w 1910 roku. W latach 1910–1912 był dyrygentem opery w Hamburgu, skąd musiał odejść w atmosferze skandalu z powodu romansu ze śpiewaczką Elisabeth Schumann. W kolejnych latach działał jako dyrygent w Wuppertalu (1913–1914) i Strasburgu (1914–1917). W 1917 roku z polecenia Pfitznera został dyrygentem opery w Kolonii, gdzie m.in. poprowadził niemiecką premierę Katii Kabanowej Leoša Janáčka. Od 1924 roku był dyrektorem muzycznym opery w Wiesbaden. W 1926 roku po raz pierwszy wyjechał do Stanów Zjednoczonych, gdzie występował gościnnie z New York Symphony Orchestra. W 1927 roku otrzymał posadę dyrektora Krolloper w Berlinie. Do czasu jej zamknięcia z powodów politycznych i ekonomicznych w 1931 roku zdążył w ciągu 4 sezonów wystawić liczne dzieła twórców nowej muzyki, m.in. Paula Hindemitha, Arnolda Schönberga i Igora Strawinskiego. W 1933 roku poprowadził w berlińskiej Staatsoper przedstawienie Tannhäusera Richarda Wagnera podczas uroczystości 50-lecia śmierci kompozytora. W tym samym roku otrzymał Medal Goethego.
Po dojściu do władzy nazistów z powodu żydowskiego pochodzenia musiał opuścić Niemcy i wyjechał do Stanów Zjednoczonych. W latach 1933–1939 dyrygował orkiestrą Los Angeles Philharmonic, występował także w Nowym Jorku, Filadelfii i Pittsburghu. W 1939 roku przeszedł operację usunięcia guza mózgu, na skutek czego doznał częściowego paraliżu i musiał na kilka lat wycofać się z działalności dyrygenckiej. W 1940 roku otrzymał obywatelstwo amerykańskie. Od 1947 do 1950 roku pełnił funkcję dyrygenta Węgierskiej Opery Narodowej w Budapeszcie. Na skutek ograniczania przez komunistyczne władze swobody działalności artystycznej w 1950 roku opuścił jednak Węgry. Od 1951 roku prowadził Philharmonia Orchestra w Londynie, od 1959 roku pełnił funkcję jej pierwszego dyrygenta. Prowadził i reżyserował przedstawienia operowe w Covent Garden Theatre (Fidelio, Czarodziejski flet, Lohengrin). Od czasu upadku na lotnisku w Montrealu w 1951 roku w ostatnich latach przeważnie musiał siedzieć podczas dyrygowania. Od 1954 roku mieszkał na stałe w Zurychu. W 1970 roku przyjął obywatelstwo Izraela. W 1972 roku wycofał się z działalności muzycznej.
W 1919 roku dokonał formalnej konwersji na katolicyzm, jednak pod koniec życia zaczął uczęszczać do synagogi. Został pochowany na cmentarzu żydowskim w Zurychu.

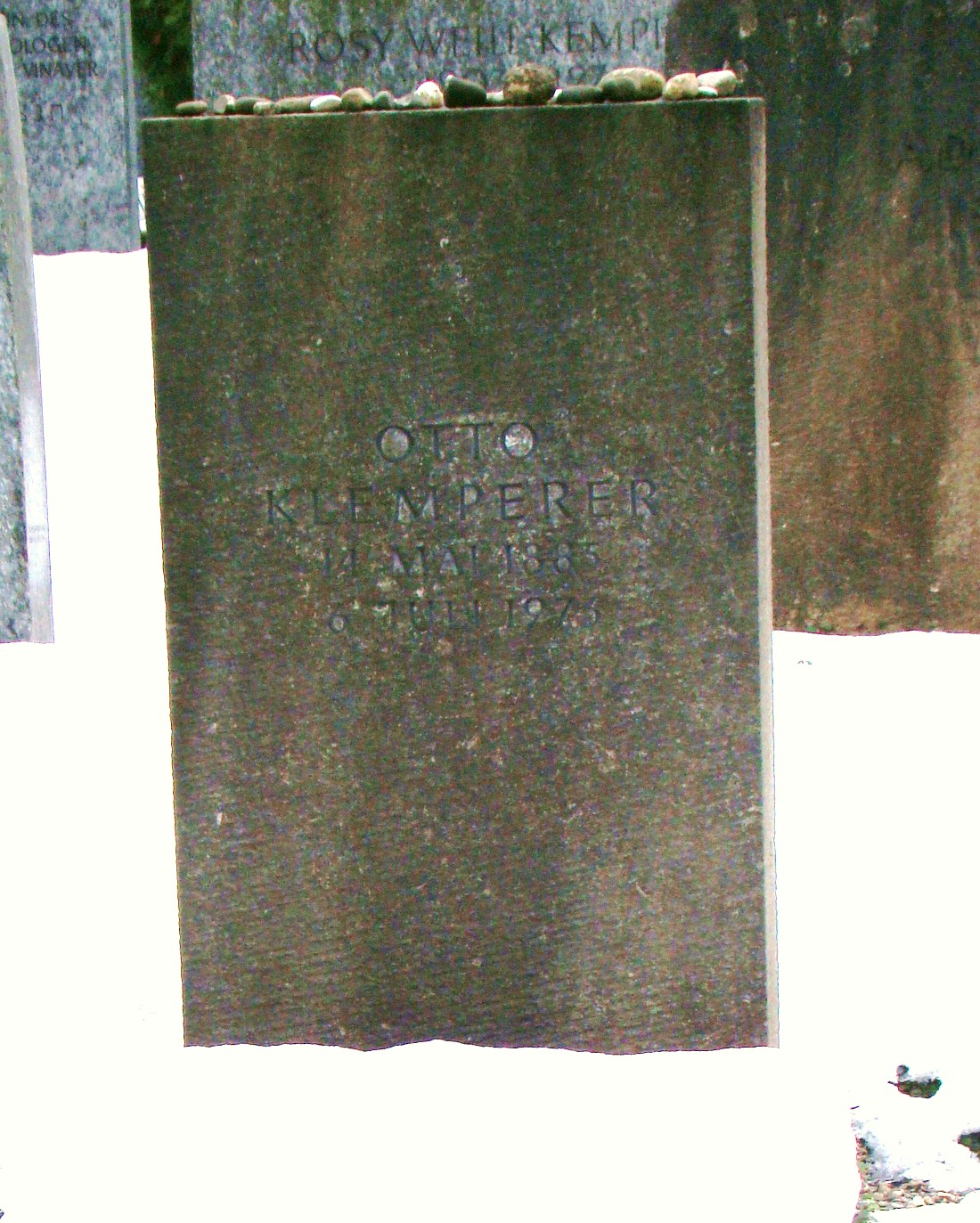
Grób Klemperera na cmentarzu żydowskim Oberer Friesenberg w Zurychu.

Specjalizował się w wykonawstwie dzieł Gustava Mahlera, Ludwiga van Beethovena i Johannesa Brahmsa. Jego interpretacje cechowały się monumentalizmem i ekspresją. Dokonał nagrań płytowych dla wytwórni EMI. Zajmował się także kompozycją, napisał m.in. operę Das Ziel (1915, zrewid. 1970), Missa sacra (1916), 6 symfonii, 9 kwartetów smyczkowych oraz liczne pieśni. Opublikował Meine Erinnerungen an Gustav Mahler (Zurych 1960, tłum. ang. Minor Recollections, Londyn 1964).

## Odznaczenia
- 1958 – Wielki Krzyż Zasługi z Gwiazdą Orderu Zasługi Republiki Federalnej Niemiec
- 1967 – Order Pour le Mérite[7]